# Ci sono anch'io
Ci sono anch'io è un singolo del gruppo musicale italiano 883, pubblicato nell'ottobre 2002.
Si tratta di un adattamento in italiano del brano I'm Still Here (Jim's Theme) di John Rzeznik, realizzato da Max Pezzali per la versione italiana del film della Disney Il pianeta del tesoro.
È stato successivamente incluso nelle raccolte Love/Life e TuttoMax.
Nel DVD de Il pianeta del tesoro è presente, nei contenuti speciali, un gioco che, se completato, mostra un videoclip della canzone interpretata da diversi cantanti in diverse lingue per il film, tra i quali Max Pezzali.
Nel 2024 il brano viene distribuito su tutte le piattaforme digitali in un'inedita versione registrata allo Stadio Olimpico di Roma durante Max Forever - Stadi, il tour negli stadi che ha visto Max Pezzali cantare la canzone per la prima volta dal vivo. Questa versione del brano è stata poi inserita nell'album Max Forever Vol.1.

## Tracce
Download digitale
1. Ci sono anch'io (I'm Still Here - Jim's Theme) – 3:39
2. Essere in te – 4:20
3. Come deve andare (Live) – 5:30

Download digitale – versione dal vivo
1. Ci sono anch'io (Max Forever Live @ Olimpico, Roma) – 3:38

## Classifiche
| Classifica (2002) | Posizione massima |
| ----------------- | ----------------- |
| Italia            | 7                 |